# Комаровський (селище)
Комаро́вський (рос. Комаровский) — селище, центр Комаровського міського округу Оренбурзької області, Росія.

## Історія
У серпні 1964 року було утворено селище Ясний-2 Світлинського району як місце базування військової частини 68545, яка була сформована 1960 року у місті Владимир. У лютому 1965 року тут було сформовано управління 13-ої ракетної дивізії у складі Оренбурзького ракетного корпусу. 24 листопада 1972 року селище отримало статус селища міського типу закритого типу. 1979 року селище було перейменовано в Домбаровський-3, 4 січня 1994 року — в Комаровський. 2012 року селище втратило міський статус.

## Населення
Населення — 8064 особи (2010; 8344 у 2002).